# Asfaltens blomster
Asfaltens blomster (russisk: Завтра была война) er en sovjetisk spillefilm fra 1987 af Jurij Kara.

## Medvirkende
- Sergej Nikonenko som Nikolaj Grigorjevitj Romakhin
- Nina Ruslanova som Poljakov
- Vera Alentova som Valendra
- Irina Tjeritjenko som Iskra Poljakova
- Natalja Negoda som Zina Kovalenko